# Louis Hammerich

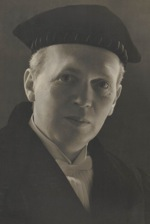
Louis Hammerich

Louis Leonor Hammerich (* 31. Juli 1892 in Kopenhagen; † 1. November 1975 in Hillerød) war ein dänischer Germanist.
Hammerich studierte von 1910 bis 1915 Germanistik, Nordistik und Latein in Kopenhagen, wurde 1915 promoviert und habilitierte sich 1918. Von 1922 bis 1958 hatte er eine Professur an der Universität Kopenhagen inne.
1958 erhielt er die Goethe-Medaille und 1959 den Brüder-Grimm-Preis der Philipps-Universität Marburg. Seit 1948 war er auswärtiges Mitglied der Königlich Niederländischen Akademie der Wissenschaften.

## Schriften
- Der Ackermann aus Böhmen. Bd. 1: Bibliographie. Philologische Einleitung. Kritischer Text mit Apparat. Glossar. Munksgaard, Kopenhagen 1951.
- Heinrich Heine: Deutschland, ein Wintermärchen. Branner, Kopenhagen 1946.
- Clamor. Eine rechtsgeschichtliche Studie. Munksgaard, Kopenhagen 1941.
- The beginning of the strife between Richard Fritzraph and the mendicants. With an edition of his autogbiographical prayer and his proposition unusquisque. Levin u. Munksgaard, Kopenhagen 1938.
- Personalendungen und Verbalsystem im Eskimoischen. Munksgaard, Kopenhagen 1936.
- (Hrsg.): Klaus Groth: Quickborn. Volksleben in plattdeutschen Gedichten dithmarscher Mundart. Levin u. Munksgaard, Kopenhagen 1935.
- Visiones Georgii. Visiones quas in purgatorio Sancti Patricii vidit Georgius miles de Ungaria a. D. MCCCLIII. Høst u. Søn, Kopenhagen 1930.
- Zur deutschen Akzentuation. Høst u. Søn, Kopenhagen 1921.